# Nora Balling
Nora-Isabelle Balling (Nora Anderson) (n. 31 iulie 1964, Koblenz) este un fost fotomodel german, căsătorită până în 1999 cu Thomas Anders, vocalistul trupei Modern Talking. Se spune că ar fi provocat dezmembrarea trupei în 1987, datorită ingerinței în afacerile acesteia.